# Cardwell (Australia)
Cardwell – miasto w Australii, w stanie Queensland, nad Oceanem Spokojnym.